# Ludwig Hatschek

Porträt um 1900

Ludwig Hatschek (* 9. Oktober 1856 in Těšetice (Tieschetitz) bei Olmütz, Mähren; † 15. Juli 1914 in Linz) war ein österreichischer Industrieller. Bekannt ist er als Gründer der Eternit-Werke in Vöcklabruck.

## Leben
Mit 10 Jahren übersiedelte Ludwig Hatschek mit seiner Familie von Mähren nach Linz. Er besuchte die Handelsschule und absolvierte die Brauereischule in Weihenstephan bei München. Neben seiner späteren Beschäftigung in der Brauerei des Vaters, der Linzer Aktienbrauerei und Malzfabrik, unternahm er ausgedehnte Reisen. Um 1890 stieg er aus dem väterlichen Unternehmen aus und ließ sich seinen Anteil von 100 000 Gulden ausbezahlen. Während er in Großbritannien ein neues Betätigungsfeld suchte, suchte seine Frau, die Bankierstochter Rosa Würzburger in Oberösterreich ein geeignetes Geschäftslokal. 1893 wurde eine stillgelegte Papiermühle in Schöndorf bei Vöcklabruck gekauft. Für diese Fabrik erwarb er gebrauchte Asbest-Spinnmaschinen aus einer abgebrannten Spinnerei in Lend. In dem neu gegründeten Unternehmen entwickelte er in den Jahren danach eine unbrennbare Dacheindeckung aus Asbestzement, die er im Jahr 1900 patentieren ließ. Im Jahr 1903 gab er dem entwickelten Produkt den Markennamen Eternit. Auch Rohre wurden in der Folge produziert. Der dazu nötige Zement kam ab 1908 von einer eigens errichteten Zementfabrik aus Pinsdorf.
Die einst wüste Sandgrube auf dem Bauernberg wurde von Ludwig Hatschek 1910–1913 mit großem finanziellen Aufwand in eine großzügige Parkanlage umgewandelt und der Stadt Linz geschenkt. 1914 erfolgte seine Ernennung zum Ehrenbürger, 1945 wurde ein Straßenzug nach ihm benannt.

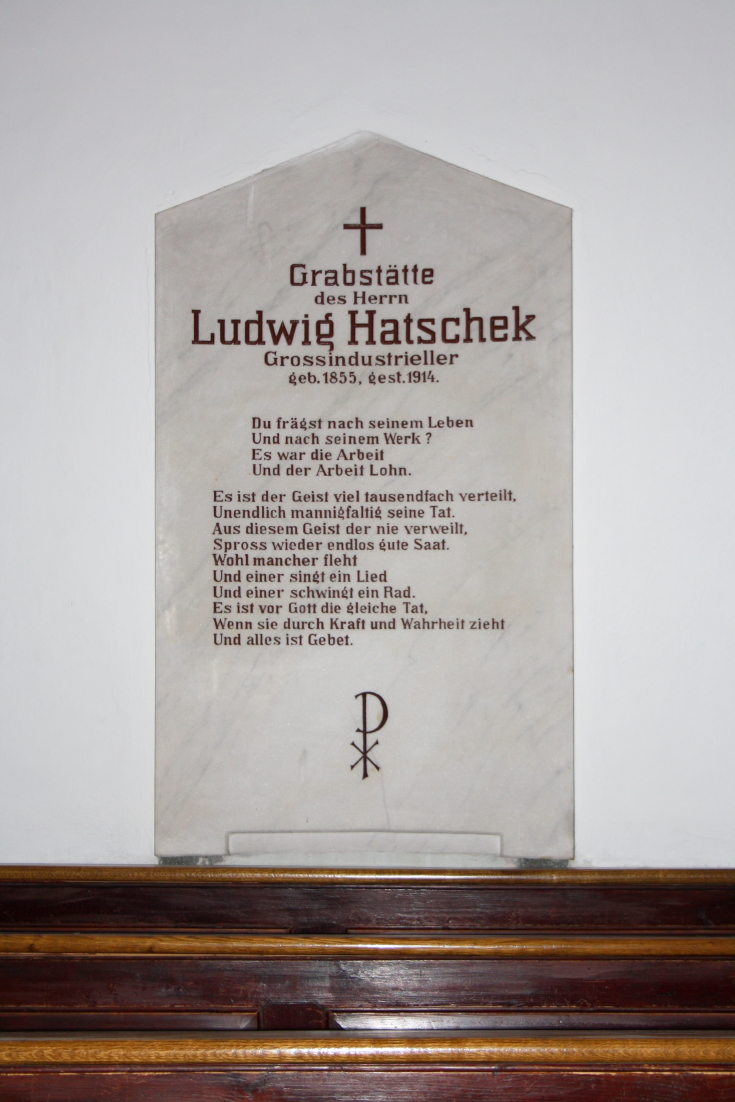
Grabstein von Ludwig Hatschek in der Schöndorfer Kirche in Vöcklabruck

Ab 1910 wurde das Leben des zum Kaiserlichen Rat ernannten Unternehmers durch eine schwere Krankheit bestimmt. Er unternahm noch zahlreiche Kuraufenthalte auch im Ausland. Im Juli 1914 starb er schließlich in seinem Wohnsitz, der prächtigen, im Jugendstil gehaltenen Hatschekvilla in Linz.
1953 wurde in Wien-Donaustadt (22. Bezirk) die Hatschekgasse nach ihm benannt.
Sein Sohn Hans Hatschek folgte ihm an der Unternehmensspitze nach.
Auf der Luisenhöhe bei Haag am Hausruck erinnert eine Jahrestafel am "Pfad der Sinne" an die Patentanmeldung von Eternit durch Ludwig Hatschek.